# Ле-Пюи-ан-Веле (округ)
Ле-Пюи-ан-Веле (фр. Le Puy-en-Velay) — округ (фр. Arrondissement) во Франции, один из округов в регионе Овернь. Департамент округа — Луара Верхняя. Супрефектура — Ле-Пюи-ан-Веле.
Население округа на 2006 год составляло 94 310 человек. Плотность населения составляет 41 чел./км². Площадь округа составляет всего 2288 км².